# نارکوباربیتال
نارکوباربیتال (انگلیسی: Narcobarbital) یک مشتق باربیتورات است. این ماده یک مشتق N-متیله از پروپالیلونال است و دارای اثرات آرامبخش مشابه است و هنوز هم در دامپزشکی برای القای بیهوشی جراحی استفاده می‌شود.